# Otto Heinrich zu Schaumburg-Lippe
Otto Heinrich zu Schaumburg-Lippe (* 13. September 1854 in Bückeburg; † 18. August 1935 in Cottbus) war ein Prinz des Hauses Schaumburg-Lippe.

## Leben
Otto Heinrich wurde im September 1854 als fünftes von acht Kindern von Adolf I. Georg (Schaumburg-Lippe) und dessen Ehefrau Prinzessin Hermine zu Waldeck-Pyrmont (1827–1910) geboren.
Zusammen mit seinem fünf Jahre jüngeren Bruder Adolf zu Schaumburg-Lippe wurde er von 1872 bis 1874 von Hubert Maximilian Ermisch (1850–1932) erzogen. Prinz Adolf heiratete später eine jüngere Schwester von Kaiser Wilhelm II.
Otto Heinrich schlug eine Offizierslaufbahn ein und war zuletzt Oberst. Einige Jahre war er an der deutsch-französischen Grenze in der Nähe von Metz stationiert. Er heiratete am 28. November 1893 in Elsen (heute Stadtteil von Paderborn) Anna Luise Elise von Köppen (1860–1932), deren Familie als Besitzer des Gutes Ringelsbruch lediglich dem Briefadel angehörte. Obwohl die Braut zur Gräfin von Hagenburg erhoben wurde, war die Ehe nicht standesgemäß und deshalb nur morganatisch, die Ehefrau und die gemeinsamen Kinder führten daher den Namen Hagenburg. Das Paar lebte einige Zeit im Département Moselle in Longeville-lès-Metz, das nach 1871 zum Deutschen Reich gehörte. Dort wurden auch ihre drei Kinder geboren: Wilhelm Graf von Hagenburg (1895–1945), Hermine Gräfin von Hagenburg (1898–1963) und Otto Heinrich Graf von Hagenburg (1901–1993).
Die Familie zog 1908 nach Darmstadt und erwarb das insolvente Parkhotel, das sie in den Jahren 1910/1911 vom Darmstädter Architekten Jakob Krug (1877–1965) umbauen ließen. Das Gebäude wurde dabei großzügig mit dekorativen Elementen im Jugendstil ausgestaltet. So wurden im Haupttreppenhaus Keramikfliesen von Jakob Julius Scharvogel eingebaut. Das Haus hieß fortan Haus Hagenburg. Neben einem großzügigen, parkartigen Garten besaß es auch einen großen Reitstall, in dem die zahlreichen Pferde der Besitzer gehalten wurden.
Ab 12. April 1922 beteiligte sich Otto Heinrich Prinz zu Schaumburg-Lippe mit seiner Frau an der Gründung der Fahrzeugfabrik AG Darmstadt (FAFAG). Das Unternehmen geriet wegen zu geringer Produktionszahlen in finanzielle Schwierigkeiten. Am 8. September 1924 musste das Insolvenzverfahren über das Vermögen der Aktiengesellschaft eröffnet werden, das Mangels Masse schließlich am 5. November 1928 eingestellt wurde. Das investierte Kapital war damit verloren.
Bereits 1925 wurde das Darmstädter Anwesen verkauft. Das Paar und der älteste Sohn samt Familie zog zuerst auf das Rittergut Cabel, Landkreis Calau, Niederlausitz. Eigentümerin hier war Marie von Mölmann, verwitwete von Wilucki, geb. von Arnim-Brandenstein. Dann wohnte man in Cottbus. Dort verstarb Anna Gräfin von Hagenburg im Alter von 72 Jahren und Otto Heinrich Prinz zu Schaumburg-Lippe 1935 im Alter von fast 81 Jahren.